# (128062) Szrogh
(128062) Szrogh est un astéroïde de la ceinture principale.

## Description
(128062) Szrogh est un astéroïde de la ceinture principale. Il fut découvert le 6 juillet 2003 à Piszkesteto par Krisztián Sárneczky et Brigitta Sipőcz. Il présente une orbite caractérisée par un demi-grand axe de 3,07 UA, une excentricité de 0,16 et une inclinaison de 13,9° par rapport à l'écliptique.

## Compléments